# 興隆県
興隆県（こうりゅう-けん）は中華人民共和国河北省承徳市に位置する県。

## 歴史
1931年（民国20年）、遵化県より分割設置された。

## 行政区画
- 鎮:興隆鎮、半壁山鎮、掛蘭峪鎮、青松嶺鎮、六道河鎮、平安堡鎮、北営房鎮、孤山子鎮、藍旗営鎮、霧霊山鎮、李家営鎮、大杖子鎮、三道河鎮、蘑菇峪鎮、大水泉鎮
- 郷:陡子峪郷、上石洞郷、安子嶺郷
- 民族郷：南天門満族郷、八卦嶺満族郷